# Jalikatti, Shiggaon
Jalikatti là một làng thuộc tehsil Shiggaon, huyện Haveri, bang Karnataka, Ấn Độ.